# بوربون لارشامبو
بوربون لارشامبو (به فرانسوی: Bourbon-l'Archambault) یک کمون (فرانسه) در فرانسه است که در آلیه واقع شده‌است.
 بوربون لارشامبو ۵۴٫۸۴ کیلومتر مربع مساحت دارد  ۲۶۰ متر بالاتر از سطح دریا واقع شده‌است.